# Izolirani narodi
Izolirani narodi.- Kolektivni naziv za sve jezično i etnički nesrodne narode, koji nemaju, ili nije ustanovljena srodnost s nijednim poznatim jezikom. Od živih naroda jezično nesrodnih svima ostalima, najpoznatiji su današnji Baski, koji se mogu uzeti za primjer. Baski su narod s Pirenejskog poluotoka, koji se preko svoga fizičkog izgleda, nekih preživjelih ostataka materijalne kulture i jezične kulture povezuju s kromanjoncem iz kamenog doba. –Jezično izolirani narodi, mogli bi biti ostaci nestalih starih populacija i njihovi direktni preživjeli potomci. Kod Baska je ovo ustanovljena po jeziku i kulturi koja asocira na kameno doba, kao i fizičkim izgledom uspoređivanim s kostima Kromanjonca.  Sličnu nesrodnost s ostalim narodima i jezicima nalazimo i kod naroda Ainu u području Japana, Sahalina i Kurila.
Izolirani narodi jezično se katkada klasificiraju u samostalne porodice čiji su oni sami jedini članovi (Tremembe, Beothuk, etc). Najveći broj jezično izoliranih naroda nalazi se danas na području još uvijek nedovoljno istražene Južne Amerike, nadalje u područjima Azije, Sjeverne Amerike i drugdje. Vidi Ainu, Baski, Jukagiri, Keti (Jenisejski Ostjaci).
U područjima kišnih šuma još ima neproučenih plemena s kojima se nije uspostavio bliži kontakt, pa nije ispitana njihova jezična srodnost s drugim poznatim jezicima. Ovakve narode ne nazivamo Izolirani (premda to u biti više ili manje jesu), nego (Nekontaktirani narodi; Uncontacted peoples).

## Vanjske poveznice
- Isolated Languages (of Uncertain Kinship)  Arhivirana inačica izvorne stranice od 6. rujna 2008. (Wayback Machine)
- Many Tongues — Ancient Tales